# Pecenița, Razgrad
Pecenița (în bulgară Печеница) este un sat în comuna Isperih, regiunea Razgrad,  Bulgaria. 

## Demografie
Componența etnică a satului Pecenița
     Turci (82,49%)
     Romi (3,7%)
     Nicio identificare (13,8%)
     Altele (0%)
La recensământul din 2011, populația satului Pecenița era de 297 locuitori. Din punct de vedere etnic, majoritatea locuitorilor (82,49%) erau turci, cu o minoritate de romi (3,7%). Pentru 13,8% din locuitori nu este cunoscută apartenența etnică.